# Château de Tautavel
Le château de Tautavel, sur la commune de Tautavel, dans le département français des Pyrénées-Orientales, est un château construit entre le XIe siècle et le XIIIe siècle.

## Situation
Le château se trouve sur les hauteurs de Tautavel. Il est accessible, depuis le village, par un sentier en un quart d'heure de marche. 

## Historique
Le château de Taltevul est mentionné en 1011, lors du don que souhaite en faire en alleu propre Bernard Taillefer, comte de Besalú, à son fils ainé, Guillem. Il est de nouveau mentionné en 1020, dans le testament de Bernard Taillefer, sous le nom de château de Taltevolo.
Il passe à la famille de Vernet vers le début du XIIIe siècle, puis aux comtes  d'Empúries le 14 novembre 1261 et enfin au domaine royal peu après. Il est détruit par les Français au XVIIe siècle.
Le château de Tautavel fait l'objet d'une inscription des monuments historiques depuis le 17 mars 1986.

## Architecture

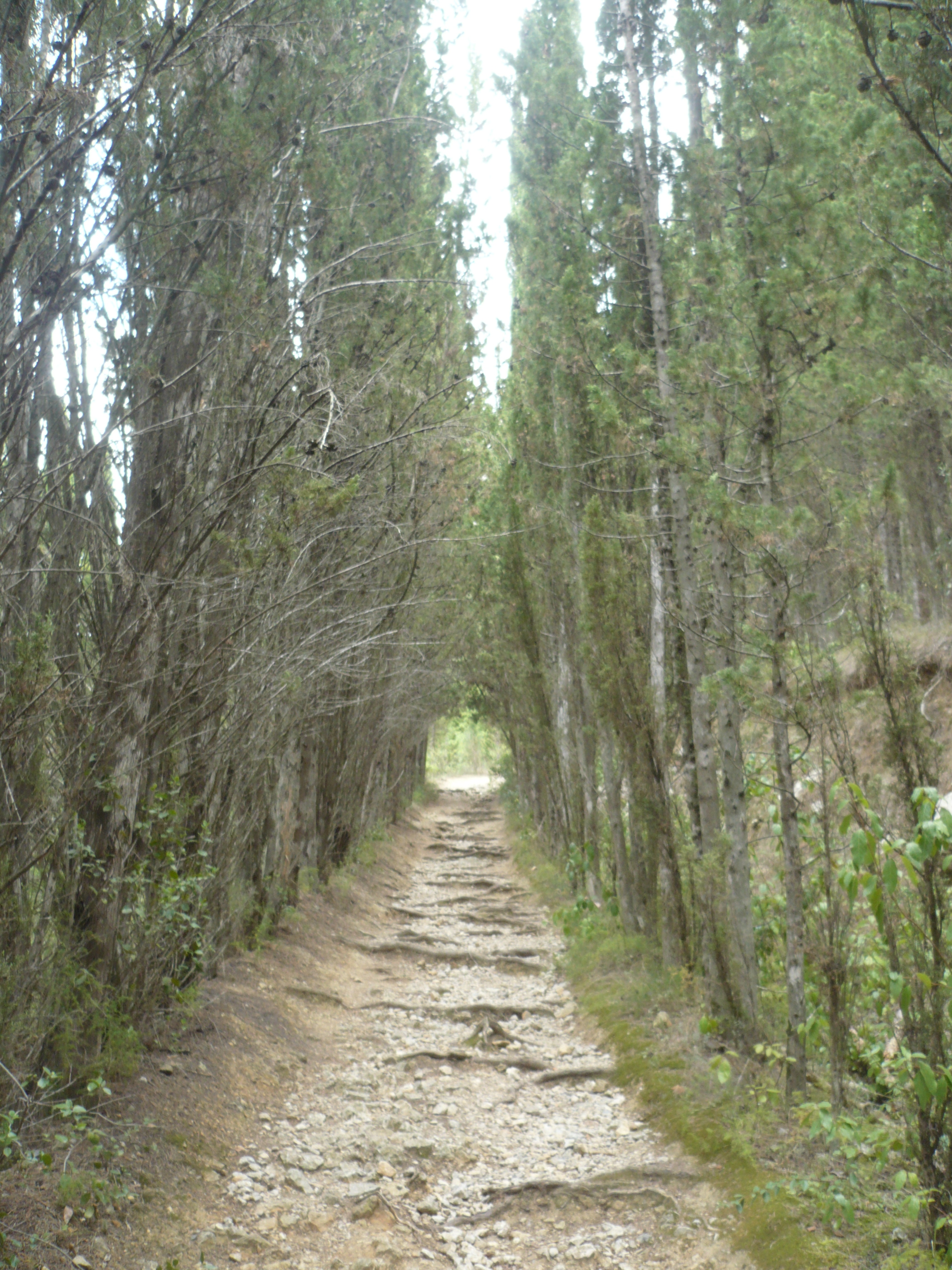
Le chemin d'accès au château
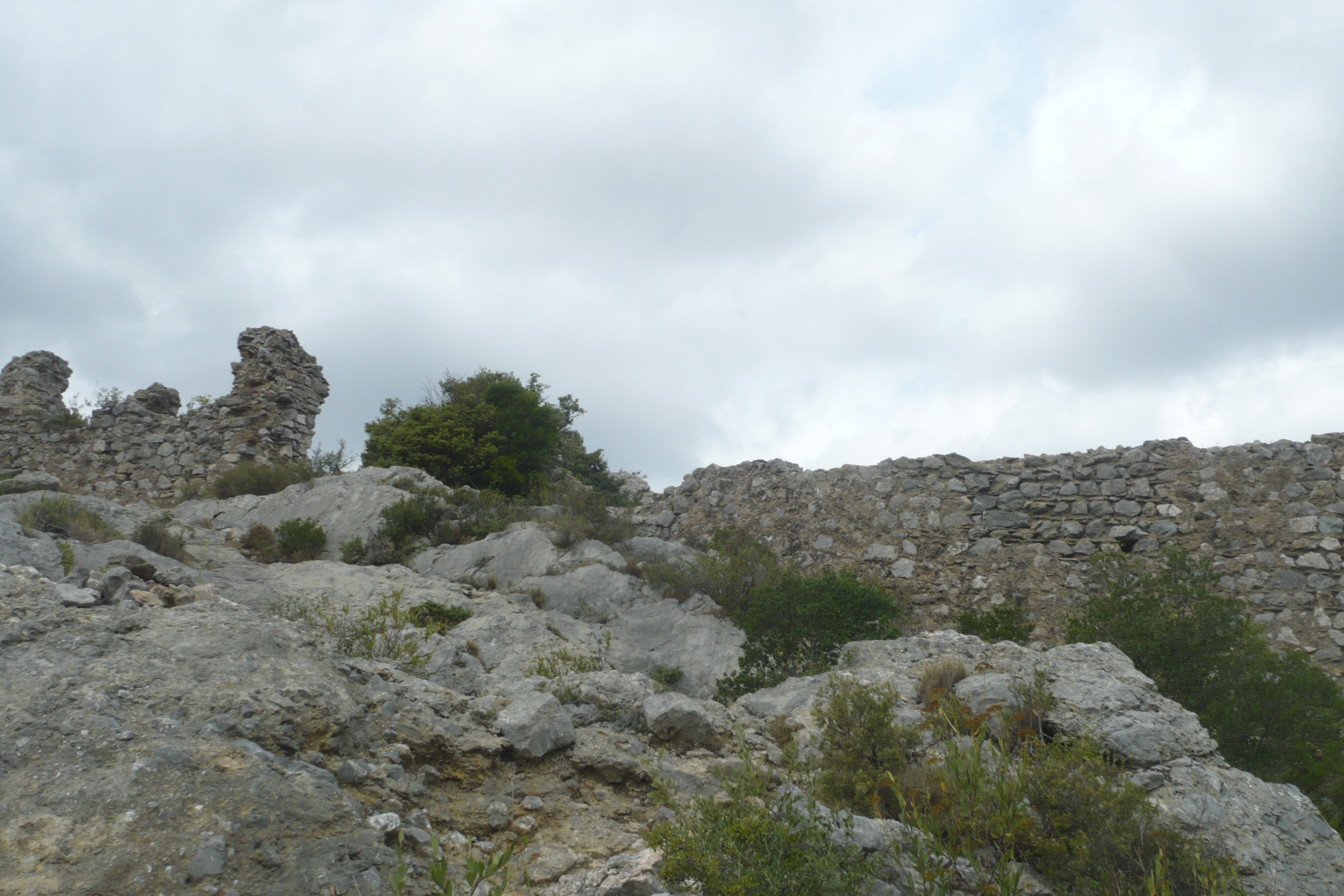
La partie est
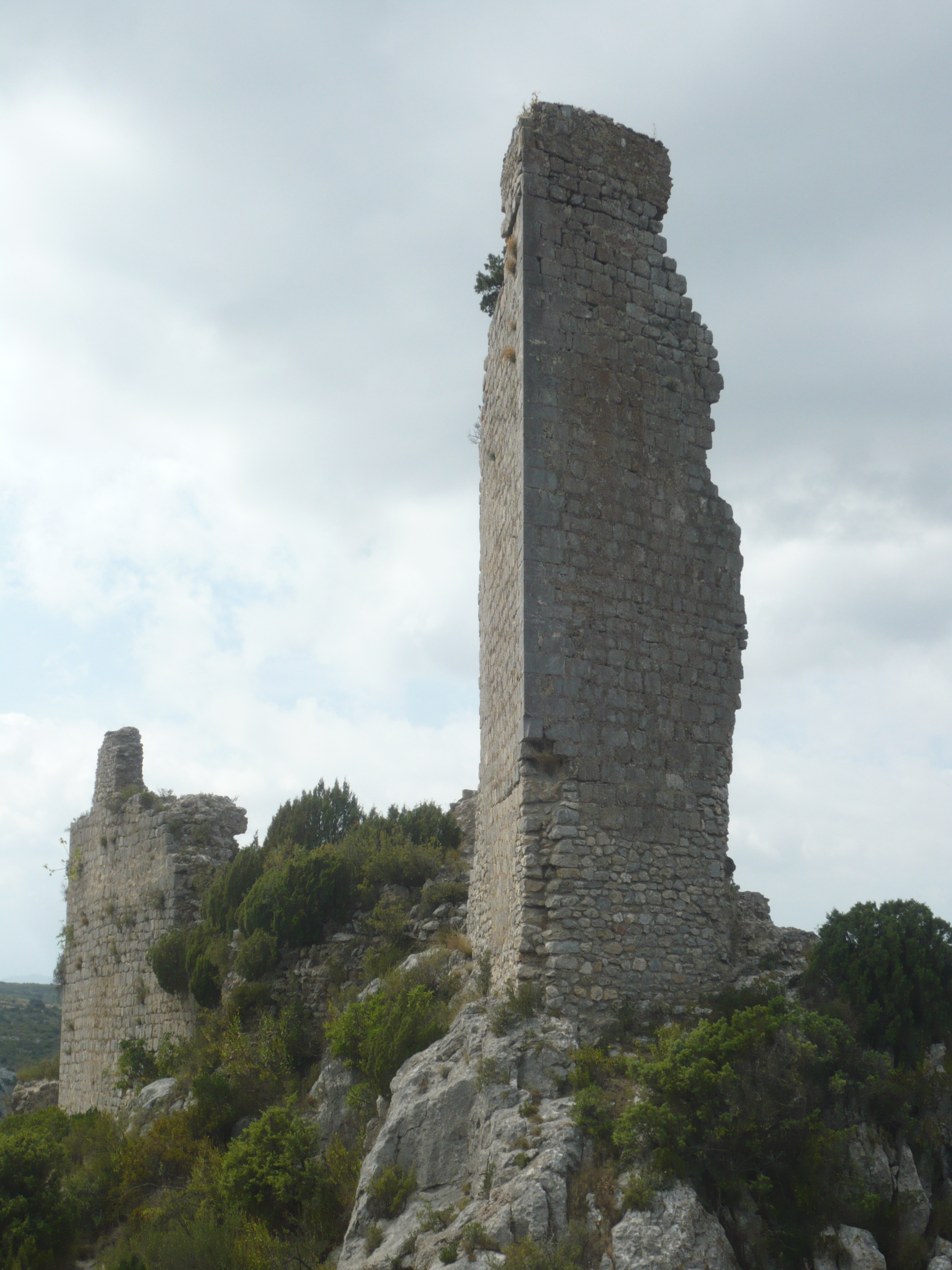
La partie ouest
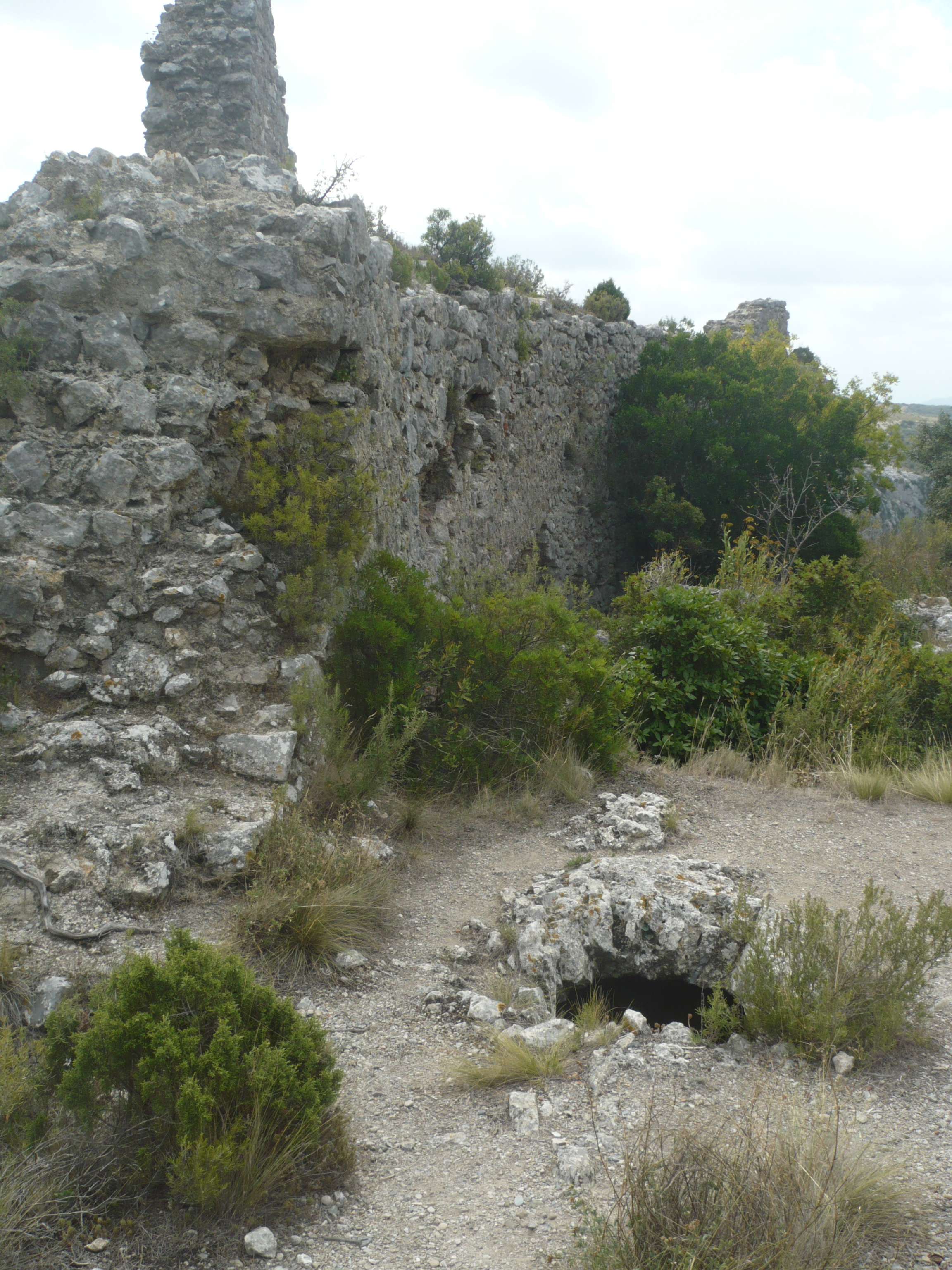
Cour intérieure et citerne
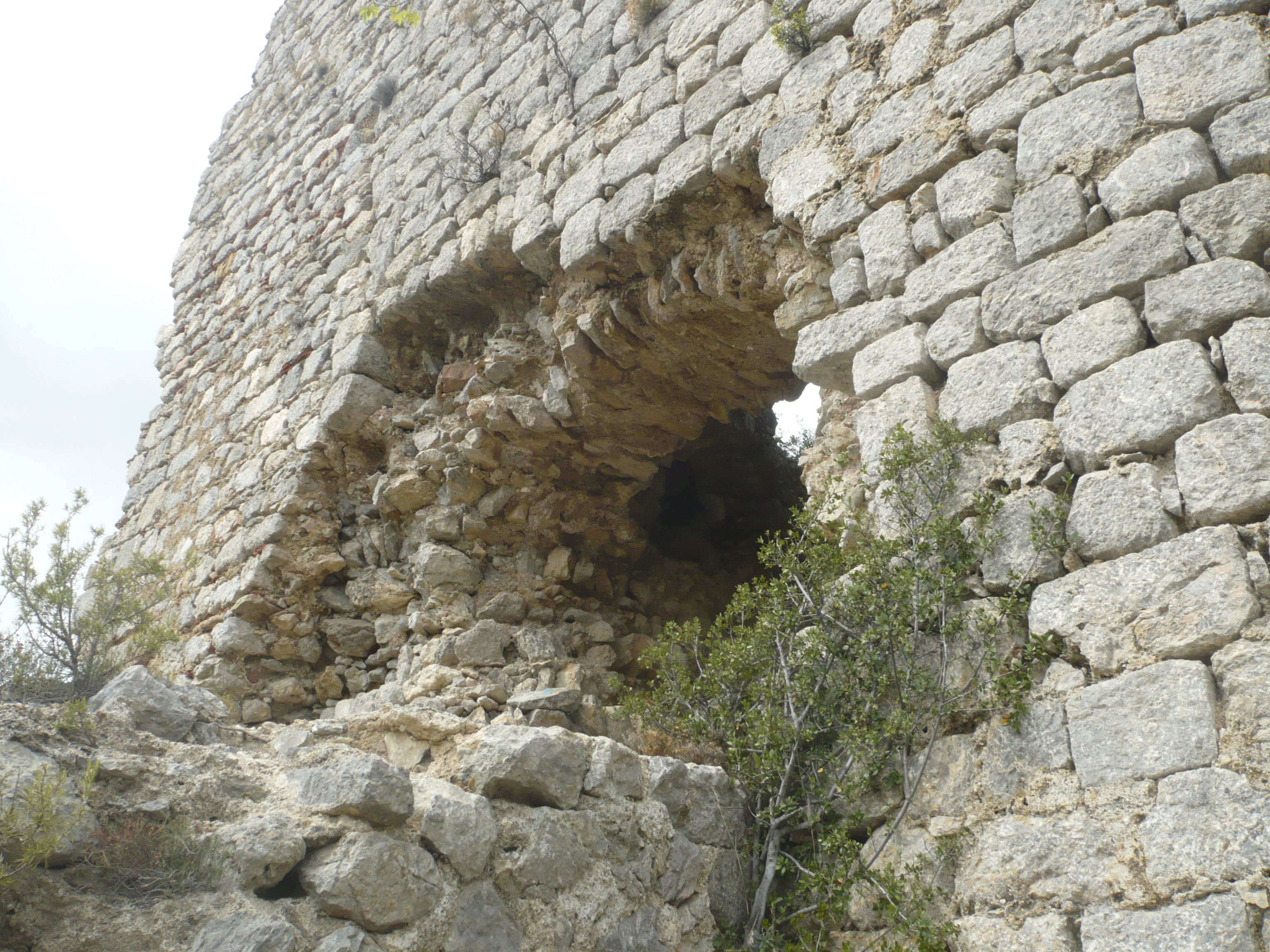
La porte vue de l'extérieur
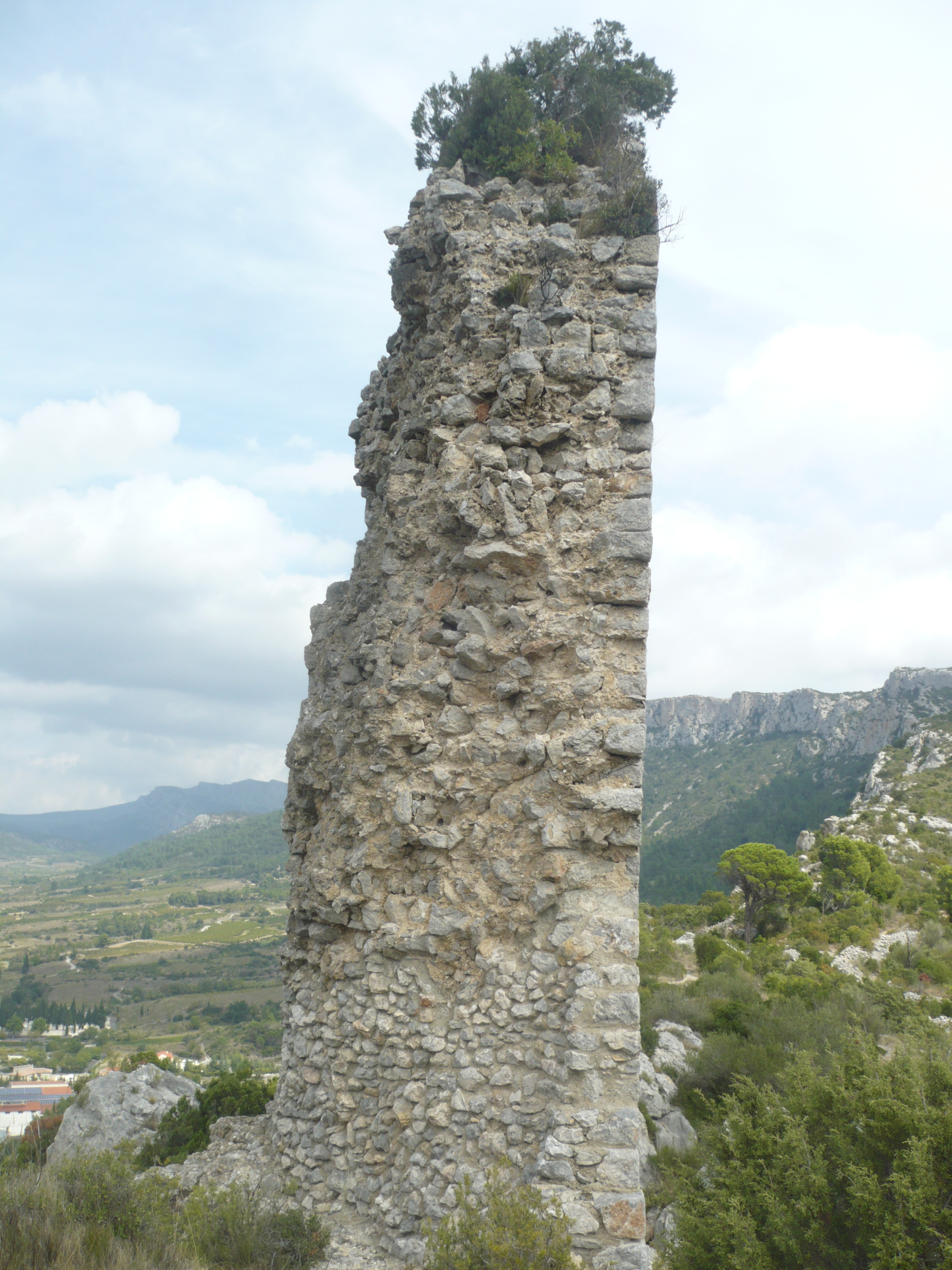
La tour vue depuis l'ouest